# John Henry (cheval)
John Henry (1975-2007) est un cheval de courses pur-sang anglais américain, longtemps détenteur du record de nombre de victoires dans les courses de groupe 1.

## Carrière de courses
Castré dès son plus jeune âge en raison d'un tempérament compliqué et de ses origines très modestes, John Henry, petit et mal conformé, se cogna la tête dans son box le jour des ventes de yearling et passa sur le ring la tête ensanglantée, ne trouvant preneur que pour la somme dérisoire de $ 1 100. Son acquéreur, John Callaway, le nomma ainsi en hommage à John Henry, figure du folklore populaire et ouvrier américain. Un nom particulièrement bien trouvé pour ce cheval populaire dont carrière de courses se déroula dans un premier temps au plus bas niveau, le poulain égrainant les hippodromes et changeant régulièrement d'entraineur. Brave compétiteur de la Côte Est, John Henry change de main en 1978, devenant pour $ 25 000 la propriété d'un homme d'affaires américain. Son entraîneur d'alors, Robert Donato, un ancien policier, le fait courir sur des pistes en herbes, où le poulain s'avère davantage à son aise que sur le dirt. En 1979, alors que la saison sur herbe se termine sur la Côte Est, son entraîneur suivant décide de l'envoyer en Californie, chez un entraîneur de renom, Ron McAnally. Aussitôt, John Henry se met en évidence et aligne six victoires consécutives, montant régulièrement de niveau.
La légende était en marche : parti de rien, ce roturier laborieux allait s'offrir une extraordinaire carrière de cheval d'âge, régnant sur les handicaps, courant la bagatelle de 83 courses (un chiffre astronomique pour un pur-sang), jusqu'à l'âge canonique de 9 ans, et remportant 39 épreuves, dont 15 groupe 1, ce qui constitue un record mondial égalé seulement en 2013 par la championne australienne Black Caviar, puis battu en 2018 par une autre Australienne, Winx. En 1981, il réalise un grand chelem inédit aux Eclipse Awards : cheval d'âge de l'année, meilleur cheval sur le gazon et cheval de l'année, un triomphe que seul Wise Dan imitera trente ans plus tard. En 1982, il s'aventure à l'étranger, pour la première et dernière fois de sa carrière, en participant, sans succès, à la Japan Cup. En 1983, il devient le premier cheval à dépasser la barre des 4 millions de dollars de gains, et l'année suivante le plus vieux lauréat de groupe 1 des courses américaines.
À la veille de la première édition de la Breeders' Cup (où le cheval n'était pas autorisé à courir au vu de ses origines, obligeant son propriétaire à débourser une grosse somme pour le supplémenter), John Henry se blesse et déclare forfait. Il ne reverra plus jamais un champ de courses, malgré deux tentatives de comeback : le premier en juillet 1985, qui se solda par une blessure contractée à l'entraînement, la seconde en août 1986, alors qu'il avait 11 ans. Blessé à nouveau, John Henry fut cette fois définitivement retiré, et envoyé au Kentucky Horse Park’s Hall of Champions à Lexington, sorte de maison de retraite pour champions privés des joies du haras, où, décidément tenace, il mourra à 32 ans.

### Résumé de carrière
| Date         | Hippodrome         | Pays        | Course                               | Statut      | Distance    | Surface     | Jockey         | Place       | Écart       | Vainqueur ou deuxième |
| 1977, 2 ans  | 1977, 2 ans        | 1977, 2 ans | 1977, 2 ans                          | 1977, 2 ans | 1977, 2 ans | 1977, 2 ans | 1977, 2 ans    | 1977, 2 ans | 1977, 2 ans | 1977, 2 ans           |
| ------------ | ------------------ | ----------- | ------------------------------------ | ----------- | ----------- | ----------- | -------------- | ----------- | ----------- | --------------------- |
| 20 mai       | Jefferson Downs    | États-Unis  | Maiden                               |             | 800 m       | Dirt        | G. Speerer     | 1er / 8     | nez         | You Sexy Thing        |
| 7 juin       | Jefferson Downs    | États-Unis  | General Race                         |             | 800 m       | Dirt        | G. Speerer     | 3e / 8      | 1           | Dancing Meadow        |
| 2 juillet    | Jefferson Downs    | États-Unis  | General Race                         |             | 1 000 m     | Dirt        | G. Speerer     | 2e / 7      | 3           | Kinda Nughty          |
| 29 juillet   | Jefferson Downs    | États-Unis  | Handicap Race                        |             | 1 200 m     | Dirt        | L. Munster     | tombé       | —           | Run Like Heck         |
| 6 août       | Evangeline Downs   | États-Unis  | General Race                         |             | 1 000 m     | Dirt        | A. Guajardo    | 1er / 12    | 3           | Motor Dude            |
| 25 août      | Evangeline Downs   | États-Unis  | Handicap Race                        |             | 1 200 m     | Dirt        | A. Guajardo    | 2e / 9      | 1/2         | Note to Made          |
| 5 septembre  | Evangeline Downs   | États-Unis  | Lafayette Futurity                   |             | 1 200 m     | Dirt        | A. Guajardo    | 1er / 12    | tête        | Lil Liza Jayne        |
| 19 novembre  | Fair Grounds       | États-Unis  | Hospitality Stakes                   |             | 1 200 m     | Dirt        | A. Guajardo    | 5e / 12     | 9           | Cabrini Green         |
| 3 décembre   | Fair Grounds       | États-Unis  | General Race                         |             | 1 200 m     | Dirt        | J. McKnight    | 4e / 11     | 3 ½         | Dragon Tamer          |
| 17 décembre  | Fair Grounds       | États-Unis  | General Race                         |             | 1 200 m     | Dirt        | J. McKnight    | 4e / 12     | 1 ¼         | Cabrini Green         |
| 31 décembre  | Fair Grounds       | États-Unis  | Sugar Bowl Stakes                    |             | 1 200 m     | Dirt        | J. McKnight    | 11e / 12    | 14          | Cabrini Green         |
| 1978, 3 ans  |                    |             |                                      |             |             |             |                |             |             |                       |
| 23 janvier   | Fair Grounds       | États-Unis  | General Race                         |             | 1 600 m     | Dirt        | A. Guajardo    | 8e / 9      | 6 ½         | Cabrini Green         |
| 4 février    | Fair Grounds       | États-Unis  | General Race                         |             | 1 600 m     | Dirt        | A. Guajardo    | 5e / 10     | 5 ¾         | Hog Town              |
| 15 février   | Fair Grounds       | États-Unis  | Claiming Race                        |             | 1 200 m     | Dirt        | A. Guajardo    | 6e / 8      | 6 ¼         | Mercer County         |
| 22 février   | Fair Grounds       | États-Unis  | Claiming Race                        |             | 1 200 m     | Dirt        | D. Elmer       | 10e / 11    | 20          | Adriatic Editions     |
| 22 mars      | Fair Grounds       | États-Unis  | Claiming Race                        |             | 1 200 m     | Dirt        | D. Copling     | 3e / 9      | 4           | Kim's Red             |
| 11 avril     | Keeneland          | États-Unis  | General Race                         |             | 1 200 m     | Dirt        | J. McKnight    | 4e / 6      | 9 ½         | Johnny Blade          |
| 21 mai       | Aqueduct           | États-Unis  | Claiming Race                        |             | 1 200 m     | Dirt        | A. Santiago    | 1er / 9     | 2 ½         | Please See Me         |
| 1er juin     | Belmont Park       | États-Unis  | Claiming Race                        |             | 1 700 m     | Turf        | A. Santiago    | 1er / 10    | 14          | Continental Cousin    |
| 25 juin      | Belmont Park       | États-Unis  | General Race                         |             | 1 700 m     | Turf        | A. Santiago    | 1er / 9     | encolure    | Turn of Coin          |
| 1er juillet  | Monmouth Park      | États-Unis  | Lamplighter Handicap                 | Gr. 3       | 1 700 m     | Turf        | A. Santiago    | 3e / 9      | 1/2         | North Course          |
| 19 juillet   | Belmont Park       | États-Unis  | Hill Prince Handicap                 |             | 1 600 m     | Turf        | A. Santiago    | 2e / 9      | 1 ½         | Darby Creek Road      |
| 29 juillet   | Belmont Park       | États-Unis  | Lexington Handicap                   | Gr. 2       | 1 700 m     | Turf        | A. Santiago    | 2e / 9      | tête        | Mac Diarmida          |
| 8 août       | Saratoga           | États-Unis  | General Race                         |             | 1 400 m     | Dirt        | A. Santiago    | 5e / 6      | 14          | Darby Creek Road      |
| 18 août      | Saratoga           | États-Unis  | General Race                         |             | 1 700 m     | Turf        | J. Amy         | 4e / 8      | 7 ¼         | Blue Baron            |
| 9 septembre  | Belmont Park       | États-Unis  | General Race                         |             | 1 400 m     | Turf        | J. Amy         | 1er / 8     | 1 ½         | Gab Bag               |
| 16 septembre | Arlington Park     | États-Unis  | Round Table Handicap                 | Gr. 3       | 1 700 m     | Turf        | J. Amy         | 1er / 9     | 12          | Gordie H.             |
| 8 octobre    | Santa Anita Park   | États-Unis  | Volante Handicap                     | Gr. 3       | 1 800 m     | Turf        | C. Balthazar   | 3e / 11     | 1/2         | Wayside Station       |
| 15 octobre   | Santa Anita Park   | États-Unis  | Carlton F. Burke Handicap            | Gr. 2       | 2 000 m     | Turf        | C. Balthazar   | 6e / 9      | 5           | Star of Erin          |
| 29 octobre   | Penn National      | États-Unis  | Chocolate Town Handicap              |             | 1 700 m     | Turf        | R. Brusser     | 1er / 7     | 1           | Scythian Gold         |
| 1979, 4 ans  |                    |             |                                      |             |             |             |                |             |             |                       |
| 26 mai       | Monmouth Park      | États-Unis  | General Race                         |             | 1 200 m     | Dirt        | W. Macaulay    | 2e / 7      | 1/2         | Really and Truly      |
| 5 juin       | Monmouth Park      | États-Unis  | General Race                         |             | 1 600 m     | Dirt        | W. Macaulay    | 1er / 7     | 14          | Thou Fool             |
| 24 juin      | Suffolk Downs      | États-Unis  | Massachusetts Hall of Fame           | Gr. 2       | 1 800 m     | Dirt        | D.Bowden       | 10e / 13    | 8 ½         | Island Sultan         |
| 6 juillet    | Atlantic City      | États-Unis  | Sunrise Handicap                     |             | 1 700 m     | Turf        | W. Macaulay    | 2e / 11     | 2 ¼         | Chati                 |
| 14 juillet   | Belmont Park       | États-Unis  | Sword Dancer Stakes                  |             | 1 700 m     | Turf        | A. Santiago    | 2e / 8      | 2 ½         | Darby Creek Road      |
| 29 juillet   | Penn National      | États-Unis  | Capital City Hall                    |             | 1 700 m     | Dirt        | A. Santiago    | 4e / 7      | 2           | Horatius              |
| 22 août      | Saratoga           | États-Unis  | General Race                         |             | 1 800 m     | Turf        | A. Santiago    | 1er / 7     | 2 ½         | Told                  |
| 10 septembre | Belmont Park       | États-Unis  | General Race                         |             | 1 700 m     | Turf        | A. Santiago    | 1er / 4     | 2           | Silent Cal            |
| 14 octobre   | Santa Anita Park   | États-Unis  | Carlton F. Burke Handicap            | Gr. 2       | 2 000 m     | Turf        | D. McHarg      | 2e / 9      | 1 ¼         | Silver Eagle          |
| 5 novembre   | Santa Anita Park   | États-Unis  | Henry P. Russell Handicap            |             | 1 800 m     | Turf        | D. McHarg      | 1er / 8     | 3 ½         | Rusty Canyon          |
| 8 décembre   | Bay Meadows        | États-Unis  | Bay Meadows Handicap                 |             | 1 800 m     | Turf        | D. McHarg      | 2e / 14     | 1 ¼         | Leonotis              |
| 1980, 5 ans  |                    |             |                                      |             |             |             |                |             |             |                       |
| 1er janvier  | Santa Anita Park   | États-Unis  | San Gabriel Handicap                 | Gr. 3       | 1 800 m     | Turf        | D. McHarg      | 1er / 9     | tête        | Smasher               |
| 20 janvier   | Santa Anita Park   | États-Unis  | San Marcos Hot                       | Gr. 3       | 2 000 m     | Dirt        | D. McHarg      | 1er / 5     | 2 ½         | The Fantastico        |
| 23 février   | Hialeah Park       | États-Unis  | Hialeah Turf Cup                     | Gr. 2       | 2 400 m     | Turf        | D. McHarg      | 1er / 10    | 1/2         | Dancing Master        |
| 16 mars      | Santa Anita Park   | États-Unis  | San Luis Rey Stakes                  | Gr. 1       | 2 400 m     | Turf        | D. McHarg      | 1er / 7     | 1 ½         | Relaunch              |
| 6 avril      | Santa Anita Park   | États-Unis  | San Juan Capistrano Handicap         | Gr. 1       | 2 800 m     | Turf        | D. McHarg      | 1er / 11    | 1 ¼         | Fiestero              |
| 26 mai       | Hollywood Park     | États-Unis  | Hollywood Invitational               | Gr. 1       | 2 400 m     | Turf        | D. McHarg      | 1er / 10    | encolure    | Balzac                |
| 14 juin      | Belmont Park       | États-Unis  | Bowling Green                        | Gr. 2       | 2 200 m     | Turf        | D. McHarg      | 2e / 9      | encolure    | Sten                  |
| 12 juillet   | Belmont Park       | États-Unis  | Sword Dancer Stakes                  |             | 2 400 m     | Turf        | D. McHarg      | 2e / 4      | 1 ¼         | Tiller                |
| 7 septembre  | Belmont Park       | États-Unis  | Brighton Beach Handicap              |             | 2 000 m     | Turf        | A. Cordero Jr. | 1er / 5     | encolure    | Premier Ministry      |
| 4 octobre    | Belmont Park       | États-Unis  | Jockey Club Gold Cup                 | Gr. 1       | 2 400 m     | Dirt        | A. Cordero Jr. | 2e / 7      | 5 ½         | Temperance Hill       |
| 25 octobre   | Aqueduct           | États-Unis  | Turf Classic Stakes                  | Gr. 1       | 2 400 m     | Turf        | L. Pincay Jr.  | 3e / 8      | 8           | Anifa                 |
| 16 novembre  | Santa Anita Park   | États-Unis  | Oak Tree Invitational                | Gr. 1       | 2 400 m     | Turf        | L. Pincay Jr.  | 1er / 10    | 1 ½         | Balzac                |
| 1981, 6 ans  |                    |             |                                      |             |             |             |                |             |             |                       |
| 16 février   | Santa Anita Park   | États-Unis  | San Luis Obispo Handicap             | Gr. 2       | 2 400 m     | Turf        | L. Pincay Jr.  | 1er / 6     | 1 ½         | Galaxy Libra          |
| 8 mars       | Santa Anita Park   | États-Unis  | Santa Anita Handicap                 | Gr. 1       | 2 000 m     | Dirt        | L. Pincay Jr.  | 1er / 11    | 1           | King Go Go            |
| 29 mars      | Santa Anita Park   | États-Unis  | San Luis Rey Stakes                  | Gr. 1       | 2 400 m     | Turf        | L. Pincay Jr.  | 1er / 6     | 2 ¼         | Obraztsovy            |
| 17 mai       | Hollywood Park     | États-Unis  | Hollywood Invitational               | Gr. 1       | 2 400 m     | Turf        | L. Pincay Jr.  | 1er / 7     | 3/4         | Caterman              |
| 14 juin      | Hollywood Park     | États-Unis  | Hollywood Gold Cup                   | Gr. 1       | 2 000 m     | Dirt        | L. Pincay Jr.  | 4e / 10     | 2 ¾         | Eleven Stitches       |
| 11 juillet   | Belmont Park       | États-Unis  | Sword Dancer Stakes                  | Gr. 3       | 2 400 m     | Turf        | W. Shoemaker   | 1er / 5     | 3 ½         | Passing Zone          |
| 30 août      | Arlington Park     | États-Unis  | Arlington Million                    |             | 2 000 m     | Turf        | W. Shoemaker   | 1er / 12    | nez         | The Bart              |
| 10 octobre   | Belmont Park       | États-Unis  | Jockey Club Gold Cup                 | Gr. 1       | 2 400 m     | Dirt        | W. Shoemaker   | 1er / 11    | tête        | Peat Moss             |
| 8 novembre   | Santa Anita Park   | États-Unis  | Oak Tree Invitational                | Gr. 1       | 2 400 m     | Turf        | W. Shoemaker   | 1er / 7     | encolure    | Spence Bay            |
| 6 décembre   | Hollywood Park     | États-Unis  | Hollywood Turf Cup                   |             | 2 400 m     | Turf        | W. Shoemaker   | 4e / 10     | 2           | Proviental            |
| 1982, 7 ans  |                    |             |                                      |             |             |             |                |             |             |                       |
| 7 mars       | Santa Anita Park   | États-Unis  | Santa Anita Handicap                 | Gr. 1       | 2 000 m     | Dirt        | W. Shoemaker   | 1er / 11    | —           | (Perrault)            |
| 28 mars      | Santa Anita Park   | États-Unis  | San Luis Rey Stakes                  | Gr. 1       | 2 400 m     | Turf        | W. Shoemaker   | 3e / 5      | 4 ¾         | Perrault              |
| 17 octobre   | Santa Anita Park   | États-Unis  | Carlton F. Burke Handicap            | Gr. 2       | 2 000 m     | Turf        | W. Shoemaker   | 3e / 7      | 1 ½         | Mehmet                |
| 31 octobre   | Santa Anita Park   | États-Unis  | Oak Tree Invitational                | Gr. 1       | 2 400 m     | Turf        | W. Shoemaker   | 1er / 7     | 2 ½         | Craelius              |
| 13 novembre  | Meadowlands        | États-Unis  | Meadowlands Cup Handicap             | Gr. 2       | 2 000 m     | Dirt        | W. Shoemaker   | 3e / 9      | 5 ¾         | Mehmet                |
| 28 novembre  | Fuchu              | Japon       | Japan Cup                            | Gr. 1       | 2 400 m     | Turf        | W. Shoemaker   | 13e / 15    | 8           | Half Iced             |
| 1983, 8 ans  |                    |             |                                      |             |             |             |                |             |             |                       |
| 4 juillet    | Hollywood Park     | États-Unis  | American Handicap                    | Gr. 2       | 1 800 m     | Turf        | C. McCarron    | 1er / 8     | 1 ¼         | Prince Florimund      |
| 28 août      | Arlington Park     | États-Unis  | Arlington Million                    | Gr. 1       | 2 000 m     | Turf        | C. McCarron    | 2e / 14     | encolure    | Tolomeo               |
| 15 octobre   | Belmont Park       | États-Unis  | Jockey Club Gold Cup                 | Gr. 1       | 2 400 m     | Dirt        | C. McCarron    | 5e / 11     | 6 ¾         | Slew o' Gold          |
| 13 novembre  | Santa Anita Park   | États-Unis  | Oak Tree Invitational                | Gr. 1       | 2 400 m     | Turf        | C. McCarron    | 2e / 9      | 1/2         | Zalataia              |
| 11 décembre  | Hollywood Park     | États-Unis  | Hollywood Turf Cup                   | Gr. 1       | 2 200 m     | Turf        | C. McCarron    | 1er / 12    | 1/2         | Zalataia              |
| 1984, 9 ans  |                    |             |                                      |             |             |             |                |             |             |                       |
| 4 mars       | Santa Anita Park   | États-Unis  | Santa Anita Handicap                 | Gr. 1       | 2 000 m     | Dirt        | C. McCarron    | 5e / 12     | 8           | Interco               |
| 1er avril    | Santa Anita        | États-Unis  | San Luis Rey Stakes                  | Gr. 1       | 2 400 m     | Turf        | C. McCarron    | 3e / 10     | 3/4         | Interco               |
| 6 mai        | Golden Gate Fields | États-Unis  | Golden Gate Hall                     | Gr. 2       | 2 200 m     | Turf        | C. McCarron    | 1er / 6     | 2           | Silveyville           |
| 28 mai       | Hollywood Park     | États-Unis  | Hollywood Invitational               | Gr. 1       | 2 400 m     | Turf        | C. McCarron    | 1er / 9     | 2           | Galant Vert           |
| 24 juin      | Hollywood Park     | États-Unis  | Hollywood Gold Cup                   | Gr. 1       | 2 000 m     | Dirt        | C. McCarron    | 2e / 8      | 2           | Desert Wine           |
| 23 juillet   | Hollywood Park     | États-Unis  | Sunset Handicap                      | Gr. 1       | 2 400 m     | Turf        | C. McCarron    | 1er / 9     | 1           | Load the Cannons      |
| 26 août      | Arlington Park     | États-Unis  | Arlington Million                    | Gr. 1       | 2 000 m     | Turf        | C. McCarron    | 1er / 12    | 1 ¾         | Royal Heroine         |
| 22 septembre | Belmont Park       | États-Unis  | Turf Classic Stakes                  | Gr. 1       | 2 400 m     | Turf        | C. McCarron    | 1er / 6     | encolure    | Win                   |
| 13 octobre   | Meadowlands        | États-Unis  | Ballantine's Scotch Classic Handicap |             | 2 200 m     | Turf        | C. McCarron    | 1er / 12    | 2 ¾         | Who's for Dinner      |

### Tableau de bord
- 83 courses : 39 victoires, 15 secondes places, 9 troisièmes places.
- Gains : $ 6 591 860 (record mondial à l'époque)
- Cheval de l'année aux États-Unis (1981, 1984)
- Cheval d'âge de l'année (1981)
- Cheval de l'année sur le gazon (1980, 1981, 1982, 1984)
- Admis au Hall of Fame des courses américaines en 1990.
- Élu meilleur cheval américain des années 1980.
- Dans le classement des 100 meilleurs chevaux de l'histoire des courses américaines au XXe siècle établi par le magazine The Blood-Horse, John Henry occupe le 23e rang.
- Trois statues à son effigie sont érigées, sur les hippodromes de Santa Anita Park et d'Arlington Park, sur laquelle il est écrit « "all odds » (« contre toute attente »), et une sur sa tombe au Kentucky Horse's Park, où l'on peut lire : « John Henry, a lasting legend » (« John Henry, une légende durable »).

## Origines
John Henry doit une partie de sa légende à ses origines très modestes. Son père, Ole Bob Bowers, n'a jamais fréquenté les joutes huppées du Kentucky Derby et autres Santa Anita Derby, il a gagné six de ses 30 courses et disputé quelques bons handicaps qui lui ont entrouvert les portes du haras, où il n'a guère brillé, après avoir été acquis à l'issue de sa carrière de course pour 5 000 dollars. En 1975, l'année de la naissance de John Henry, il changeait de haras pour la modique somme de 500 dollars. 
Once Double, la mère du champion, a accumulé un peu plus de 3 000 dollars de gains en course, pour deux victoires en 19 sorties, à un petit niveau. Mais elle aura été une bonne productrice puisque, outre John Henry et toujours avec des étalons sans prestige, elle a donné sinon des champions au moins plusieurs gagnants. Elle relève d'une famille maternelle qui avait pourtant brillé, avant de se rabougrir, quelques générations auparavant puisque la troisième et la quatrième mère, Dusty Legs et Dustermall, issues du prestigieux élevage de la famille Whitney, s'étaient illustrées en pistes, notamment la dernière nommée, lauréate des Matron Stakes et deuxième des Arlington Oaks en 1930.

### Pedigree
| Origines de John Henry (USA), hongre bai brun né en 1975 | Origines de John Henry (USA), hongre bai brun né en 1975 | Origines de John Henry (USA), hongre bai brun né en 1975 | Origines de John Henry (USA), hongre bai brun né en 1975 |
| -------------------------------------------------------- | -------------------------------------------------------- | -------------------------------------------------------- | -------------------------------------------------------- |
| Père Ole Bob Bowers 1963                                 | Prince Blessed 1957                                      | Princequillo                                             | Prince Rose                                              |
| Père Ole Bob Bowers 1963                                 | Prince Blessed 1957                                      | Princequillo                                             | Cosquilla                                                |
| Père Ole Bob Bowers 1963                                 | Prince Blessed 1957                                      | Dog Blessed                                              | Bull Dog                                                 |
| Père Ole Bob Bowers 1963                                 | Prince Blessed 1957                                      | Dog Blessed                                              | Blessed Again                                            |
| Père Ole Bob Bowers 1963                                 | Blue Jeans 1950                                          | Bull Lea                                                 | Bull Dog                                                 |
| Père Ole Bob Bowers 1963                                 | Blue Jeans 1950                                          | Bull Lea                                                 | Rose Leaves                                              |
| Père Ole Bob Bowers 1963                                 | Blue Jeans 1950                                          | Blue Grass                                               | Blue Larkspur                                            |
| Père Ole Bob Bowers 1963                                 | Blue Jeans 1950                                          | Blue Grass                                               | Camelot                                                  |
| Mère Once Double 1967                                    | Double Jay 1944                                          | Balladier                                                | Black Toney                                              |
| Mère Once Double 1967                                    | Double Jay 1944                                          | Balladier                                                | Blue Warbler                                             |
| Mère Once Double 1967                                    | Double Jay 1944                                          | Broomshot                                                | Whisk Broom II                                           |
| Mère Once Double 1967                                    | Double Jay 1944                                          | Broomshot                                                | Centre Shot                                              |
| Mère Once Double 1967                                    | Intent One 1955                                          | Intent                                                   | War Relic                                                |
| Mère Once Double 1967                                    | Intent One 1955                                          | Intent                                                   | Liz F.                                                   |
| Mère Once Double 1967                                    | Intent One 1955                                          | Dusty Legs                                               | Mahmoud                                                  |
| Mère Once Double 1967                                    | Intent One 1955                                          | Dusty Legs                                               | Dustemall (famille 8-c)                                  |